# Orchestre philharmonique de Bogota
L'Orchestre philharmonique de Bogota (en espagnol : Orquesta Filarmónica de Bogotá) est un orchestre colombien de musique classique et le plus important du pays. 

## Histoire
Administrativement, l'orchestre dépend de la Secretaría de Cultura, Recreación y Deporte de la ville. Il est formé en 1967 par le maire de Bogota de l'époque, Virgilio Barco. Son objectif principal était de diffuser le répertoire de musique classique dans toutes les couches sociales de la ville. Lors de sa création, la nouvelle institution a repris les statuts de la Fundación Filarmónica Colombiana, une institution fondée en 1966 par un certain nombre de personnalités du monde politique et économique de la ville, dont des entreprises comme Ecopetrol ou J. Glotmann S.A., dont le directeur Jaime Glottmann était déjà un mécène d'institutions culturelles depuis de nombreuses années. Il se produit régulièrement les samedis dans l'auditorium León de Greiff de l'université nationale de Colombie et les vendredis dans l'auditorium Fabio Lozano de l'université Jorge Tadeo Lozano,,,,,. 
L'orchestre compte plus de 100 musiciens et plus de 140 représentations publiques par an, également récompensées par le Latin Grammy en 2008. Dans le cadre des efforts déployés par la ville pour s'établir en tant que leader régional de la culture et des arts, l' Orchestre philharmonique de Bogota étend ses fonctions d'orchestre classique à la promotion et au soutien de multiples événements musicaux, de danse et de théâtre, dont le mondialement connu Rock al parque et les séries d'actes connexes tels que Opera al parque, Jazz al parque, Hip hop al parque, les festivals de danse et les festivals de théâtre.
La Philharmonie propose une formation musicale aux enfants et aux jeunes dans plus de 30 écoles de district et centres d'orchestre et s'engage dans de nombreux autres projets de formation comme le Coro Manos Blancas, un ensemble musical inclusif. Le chœur est composé d'enfants et de jeunes sourds et entendants qui interprètent ensemble la musique par le biais de la langue des signes et de l'expression corporelle. En 2022, le chœur se produit avec Coldplay et en 2025, ils participent à la représentation de la zarzuela cubaine María la O, qui a lieu en mars 2025 au Teatro Jorge Eliécer Gaitán de Bogota. Cette production intègre à la fois des acteurs sourds et entendants et était spécialement conçue pour un public mixte.

## Direction
Entre autres : 
- 1970 : José Buenagu
- 1981 : Dimitr Manolov
- 1988-1991 : Carmen Moral
- 1991-2003 : Francisco Rettig
- 2003 : Irwin Hoffman
- 2007 : Eduardo Diazmuñoz
- 2010 : Lior Shambadal
- 2011-2013 : Enrique Diemecke
- 2014 : Ligia Amadio
- 2018 : Josep Caballé
- 2021 : Joachin Gustafsson